# Paulius Egidijus Kovas
Paulius Egidijus Kovas ist ein litauischer Medien-Manager.

## Leben
Er war Redakteur der Zeitung Žygeivis (1989–1991) an der Vilniaus universitetas. Von 1992 bis 1997 war er  Programmbeschaffungsdirektor und Producer bei BTV, von 1997 bis 1998  Programmdirektor bei TV3, von 1998 bis 2007  General- und Programmdirektor bei LNK, von 2007 bis 2009 Generaldirektor bei UAB MG Baltic Media, von 2010 bis 2012  Moderator bei UAB Europos verslo klubai, von 2011 bis 2012 Vorstandsmitglied bei UAB Baltijos TV. Seit 2009 ist er Lektor und Konsultant.
Er war Präsident des Verbands Lietuvos radijo ir televizijos asociacija (LRTA).
Er ist verheiratet und hat zwei Söhne. Seine zweite Ehefrau ist Nijolė Narmontaitė, Schauspielerin.

## Auszeichnungen
- 2009: Offizier des Ordens für Verdienste um Litauen